# 周清 (正德進士)
周清（1488年—？），字□寧，湖廣鄖陽府竹谿縣民籍，江西豐城縣人，明朝政治人物。

## 生平
湖廣鄉試第十五名舉人。正德六年（1511年）中式辛未科會試第九十六名，登第三甲第一百四十三名進士。

## 家族
曾祖周正，曾任訓導；祖父周□；父周□，曾任□。母李氏。具慶下。